# پژژجاتکا-کولونگا
پژژجاتکا-کولونگا (به لهستانی:  Przeździatka-Kolonia) یک روستا در لهستان است که در گمینا سوکوووف پودلاسکی واقع شده‌است.